# Corestate Capital
Corestate Capital Holding S. A. es una compañía inmobiliaria especializada en gestión de grandes inmuebles y edificios comerciales. Con sede en Luxemburgo, cuenta con una importante cartera de inversiones inmobiliarias en Europa.
Desde su creación en el año 2006, ha realizado operaciones Inmobiliarias por un valor de aproximadamente 5,7 millones de euros. En concreto, en el año 2015 invirtió alrededor de 1,1 millones de euros en diferentes operaciones. Sus vehículos de inversión están destinados al llamado club Deals, principalmente clientes institucionales, así como inversores (High-Net-Worth Individuals) o Family Office. La inversión inmobiliaria va destinada al ámbito del reposicionamiento, la reestructuración empresarial y el desarrollo de proyectos sobre bienes raíces comerciales o residenciales.
Corestate Group emplea a más de 300 personas especializadas en gestión inmobiliaria en más de 23 oficinas, que están repartidas en seis países. La sede central se encuentra en Luxemburgo, y cuenta con oficinas en Zug (Suiza), Frankfurt, Madrid, Singapur y Viena.

## Historia
Corestate Capital AG fue creada en 2006 por Ralph Winter y Thomas Landschreiber, orientada fundamentalmente a grandes adquisiciones y a la gestión de activos con su socio estratégico, el fondo alemán Corestate Capital Advisors GmbH. En la primavera de 2013, se creó Corestate Capital AG, a la que se sumó una cuarta empresa de bienes raíces y gestión de la propiedad, Capera Immobilien Service GmbH como plataforma de inversión, gestión de activos y gestión de propiedades. En agosto de 2013, participó en Intershop Holding AG, en el marco de una ampliación de capital de la filial Corestate Capital AG.
En febrero de 2015, Corestate Capital AG, junto con la inmobiliaria Espacio, creó una empresa conjunta con intereses y sede en Madrid (España), así como una filial con OHL Desarrollos, uno de los promotores del proyecto, también con sede en Madrid. El propósito de la empresa "Iberian Corestate Capital Advisors S. L." es la puesta en común de la experiencia, el conocimiento del mercado y las redes de la empresa.
En julio de 2016, Corestate compró en 30 ciudades alemanas propiedades inmobiliarias por un valor de 115 millones de euros. Destacaron ciudades como Duisburgo, Limburgo, Mönchengladbach y Schwerin.
En 2016 Intershop Holding vendió parte de sus acciones de Corestate al accionista principal, Ralph Winter, con lo que este suma alrededor del 90% de participación en Corestate Capital Group.
Desde octubre de 2016, Corestate cotiza en la Bolsa de valores de Frankfurt.
En julio de 2017, Corestate adquirió HFS Helvetic Financial Services con sede en Wollerau (Suiza). En septiembre de 2017, Corestate adquirió todas las acciones de Atos Capital.
En mayo de 2021, Corestate Capital adquirió el banco de negociación de valores Aggregate Financial Services, ahora conocido como Corestate Bank.
El 18 de noviembre de 2022, el consejo de administración de Corestate Capital informó de que las negociaciones necesarias con los tenedores de bonos pertinentes (e inversores de capital) "ya no pueden llevarse a buen término con la probabilidad necesaria", razón por la cual el consejo "examin[ó] una obligación de solicitud de insolvencia de CCHSA". El 21 de noviembre de 2022, la revista Finance informó en otro artículo sobre la confusa situación; según el artículo, un bono convertible que vencía el 28 de noviembre llevó la situación de la empresa a un punto crítico.